# نبرد مارابدا
نبرد مارابدا در ۳۰ ژوئن ۱۶۲۵ یا ۱ ژوئیه ۱۶۲۵ در نزدیکی مارابدا گرجستان امروزی به وقوع پیوست. در این جنگ ارتش صفویه با نیروهای گرجی رو در رو می‌شوند و نهایتا ارتش شاه عباس یکم پیروز می‌شود. این نبرد پس از نبرد مارتقوپی در همان سال رخ داد که ارتش ایران شکست خورده بود.

## پیش‌زمینه
این جنگ نتیجه قیام کارتلی-کاختی در سال ۱۶۲۵ بود، زمانی که تهمورث‌خان گرجی رهبری دومین شورش علیه امپراتوری صفوی را در زمان زندگی خود به دست گرفت. شاه عباس بزرگ، ارتش بزرگی را به فرماندهی عیسی خان صفوی (قورچی باشی) برای سرکوبی قیام فرستاد و او را فرمانده نیروهای صفوی در گرجستان کرد. عباس اول به والیان صفوی در قفقاز نیز دستور داد تا به عیسی خان کمک کنند. ارتش صفوی همچنین شامل بیگلربیگ‌های شیروان و ایریوان و نیز سربازانی از شمال و مرکز ایران بودند. شاه عباس اول از آذربایجان فرماندهی لشکرکشی را برعهده داشت و در آنجا اردو زد.

## آمادگی
ارتش ایران در پایان ژوئن ۱۶۲۵ وارد سرزمین گرجستان شد و در دره‌های رود آلگتی در دشت مارابدا اردو زد. پادشاه گرجستان تهمورث‌خان گرجی و گیورگی سااکادزه ۲۰ هزار نفر را جمع کردند و در دشت کوجوری-تابخمله اردو زدند. ایرانیان منتظر ارتش بیگلربیگ آذربایجان، شاه بنده‌خان بودند و از این رو هنوز قصد یورش نداشتند. فرماندهان گرجستانی در مورد ویژگی های استراتژی که در نبرد استفاده می کردند، اختلاف داشتند. گیورگی سااکادزه اصرار داشت که منتظر حمله ایرانیان باشند تا از چشم انداز دشت مارابدا استفاده کنند، در حالی که شاه تهمورث‌خان شیوه برعکس را پیشنهاد می‌کرد. در نهایت، نقشه تهمورث‌خان بر نقشه گیورگی ترجیح داده شد و بنابراین نبرد با رهبری شخصی پادشاه تهمورث‌خان شروع شد و گئورگی ساکادزه را از فرماندهی برکنار گردید.

## جنگ
سپاه ایران برای حمله آماده شده بودند: سنگرها از پیش ساخته شده بود و توپخانه هایی در جلو قوا گذاشته شده بود که در پشت آن تفنگداران به آرایش چهار ردیف ایستاده بودند. جبهه جنگ به رهبری امیرغوناخان در حالی که عیسی‌خان صفوی فرماندهی مرکز ارتش را بر عهده داشت قرار گرفت. گرجی‌ها در طول شب از بلندی‌های تبخمله پایین آمدند و در سپیده دم استحکامات ایرانیان را به آتش کشیدند. تفنگداران و توپخانه ایران تلفات سنگینی به بار آوردند اما نتوانستند جلوی حمله گرجستان را بگیرند. امیرغوناخان به شدت مجروح شد. سپاه گرجی توانستند خطوط پیاده ایرانی را بشکنند و حمله گسترده ای را به مرکز ارتش عیسی خان انجام دهند. در گرماگرم جنگ، جناحین پارسی نتوانستند به مرکز سپاه ایران کمک کنند، از نیروی اصلی جدا شدند و طبق نقشه تهمورث‌شاه از میدان جنگ شروع به فرار کردند. پیروزی گرجی‌ها تقریباً اجتناب ناپذیر به نظر می رسید، اما عیسی خان و گارد شخصی او همچنان سرسختانه در تلاش بودند تا پیشروی گرجستان را متوقف کنند. پس از شکست بسیاری از قوای لشکر ایران، یکی از جناحین گرجی نقطه تماس با دشمن را از دست داد و شروع به جشن گرفتن پیروزی زودهنگام خود کرد. در همان زمان، گردان‌های سواره نظام تهمورث‌شاه هنگام تعقیب ایرانیان در حال عقب‌نشینی از میدان اصلی نبرد جدا شدند. ایرانیان با جمع‌آوری مجدد نفرات خطوط شکسته‌شان و متمرکز کردن آن‌ها در اطراف گارد شخصی عیسی‌خان و راه‌اندازی یک ضد حمله قدرتمند به گرجی‌ها، از این مزیت استفاده نمودند. عیسی خان صفوی با استفاده از نیروهای کمکی تازه وارد شاه‌بنده‌خان (والی استان آذربایجان)، توانست خطوط تخریب شده گرجی را بشکند و آنها را منهدم کند.

## پیامد
شکست در ماربادا برای گرجی‌ها بسیار گران تمام شد و بسیاری از اشراف و سرداران باتجربه در خدمت و وفادار به تهمورث‌‌شاه کشته شدند. دلایل اصلی شکست، اقدامات غیر انضباطی و استفاده از سلاح های قدیمی بود. با وجود شکست سخت، گرجی‌ها به جنگ چریکی علیه ایرانی‌ها ادامه دادند. پیروزی پرهزینه ایرانیان در مارابدا، قیام کلی در کاختی را فرونشاند. اندکی پس از شکست، شورشیان گرجی موفق به کمین شدند و شاه‌بنده‌خان را کشتند. تهمورث‌‌شاه، همراه با همرزمانش، فعالانه به مخالفت با ایران ادامه داد. مانورهای سیاسی و نظامی تهمورث‌‌شاه عملاً منجر به بازیابی خودمختاری در شرق گرجستان شد و تاج و تخت کاختی را به خود تهمورث‌‌شاه اول بازگرداند.